# Luka Ivanušec
Luka Ivanušec (Varaždin, 26 november 1998) is een Kroatisch voetballer die doorgaans als aanvallende middenvelder speelt. Hij verruilde Dinamo Zagreb in augustus 2023 voor Feyenoord, dat hem medio 2025 verhuurde aan PAOK Saloniki. Ivanušec debuteerde in 2017 in het Kroatisch voetbalelftal.

## Carrière

### Lokomotiva Zagreb
Ivanušec speelde in de jeugd van NK Novi Marof. Die verruilde hij in 2010 voor die van NK Varaždin en die in juli 2015 voor die van Lokomotiva Zagreb. Ivanušec debuteerde op 20 december 2015 in het betaald voetbal tijdens een met 0–3 gewonnen competitiewedstrijd in de 1. HNL, uit bij Slaven Belupo (0–0). Hij viel toen in de 85e minuut in voor Josip Ćorić. Dat was ook zijn enige wedstrijd in het eerste elftal dat seizoen. Ivanušec mocht in de volgende twee seizoenen steeds meer dan twintig wedstrijden meedoen en groeide in 2018/19 uit tot vaste basisspeler bij Lokomotiva. Al die tijd speelde hij met zijn team voor de vierde tot en met de zesde plek in de competitie.

### Dinamo Zagreb
Ivanušec was opgevallen bij kampioen Dinamo Zagreb. Dat nam hem in augustus 2019 over van Lokomotiva. Toen Ivanušec tekende bij Dinamo Zagreb was dat in dertien van de veertien voorgaande seizoenen kampioen geworden. Dat bleef de club ook in de jaren na zijn komst doen. Ivanušec had hier in zijn eerste jaar bij Zagreb een bescheiden bijdrage aan met 24 wedstrijden, waarvan 10 als invaller. Dat aandeel werd in de jaren die volgden groter en in 2022/23 speelde hij 33 van de 36 speelronden. Ivanušec was als speler van Dinamo in 2019 voor het eerst actief in de Champions League. Hij maakte op 25 juli 2023 ook voor het eerst in zijn profcarrière een hattrick. Hij maakte toen de laatste drie doelpunten in een met 4–0 gewonnen wedstrijd in de voorronden van de Champions League, thuis tegen Astana FK.

### Feyenoord

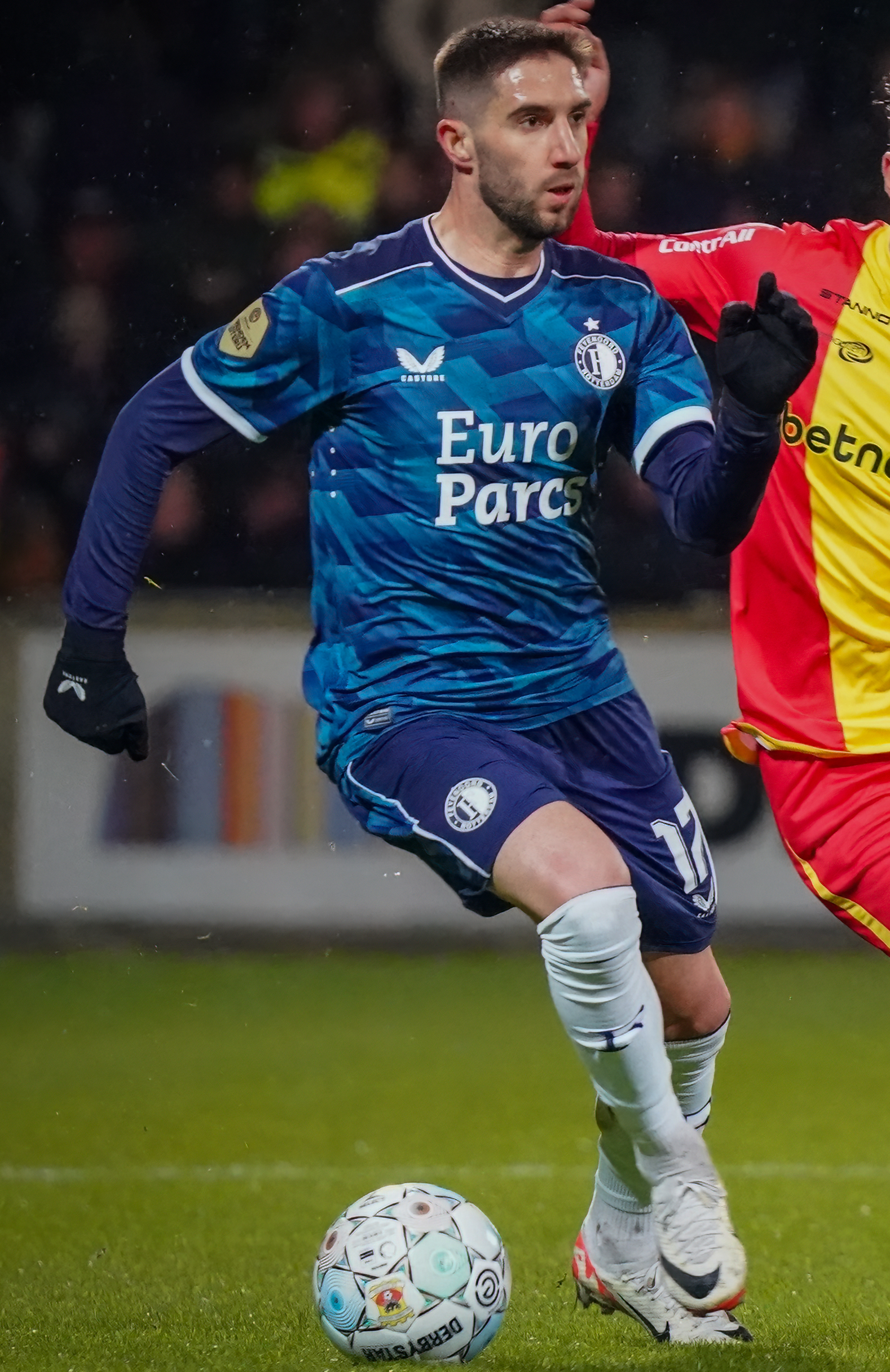
Ivanušec als speler van Feyenoord in 2024

Feyenoord meldde zich in de zomer van 2023 bij Dinamo Zagreb voor Ivanušec. De Kroatische club speelde toen nog in de voorronden van de Champions League. Na uitschakeling kwam er een transfer tot stand. Ivanušec werd op 25 augustus 2023 officieel gepresenteerd door de Rotterdammers, die in ruil voor zijn diensten 8,5 miljoen euro overmaakten naar Dinamo Zagreb. Hij tekende een vijfjarig contract en ging spelen met rugnummer 17, dat Bart Nieuwkoop eerder op de dag had ingeruild voor nummer 2. Ivanušec maakte op 3 september 2023 zijn debuut voor Feyenoord. Coach Arne Slot gaf hem toen meteen een basisplaats in een met 1–5 gewonnen competitiewedstrijd uit bij FC Utrecht. Hij leverde daarbij de assist voor de 1–2 van Calvin Stengs.

## Clubstatistieken
| Seizoen | Club              | Competitie | Competitie | Competitie | Beker* | Beker* | Internationaal | Internationaal | Totaal | Totaal |
| Seizoen | Club              | Competitie | Wed.       | Dlp.       | Wed.   | Dlp.   | Wed.           | Dlp.           | Wed.   | Dlp.   |
| ------- | ----------------- | ---------- | ---------- | ---------- | ------ | ------ | -------------- | -------------- | ------ | ------ |
| 2015/16 | Lokomotiva Zagreb | 1. HNL     | 1          | 0          | 0      | 0      | 0              | 0              | 1      | 0      |
| 2016/17 | Lokomotiva Zagreb | 1. HNL     | 22         | 1          | 3      | 0      | 4              | 0              | 29     | 1      |
| 2017/18 | Lokomotiva Zagreb | 1. HNL     | 21         | 1          | 4      | 1      | —              | —              | 25     | 2      |
| 2018/19 | Lokomotiva Zagreb | 1. HNL     | 31         | 6          | 3      | 0      | —              | —              | 34     | 6      |
| 2019/20 | Lokomotiva Zagreb | 1. HNL     | 3          | 1          | 0      | 0      | —              | —              | 3      | 1      |
| 2019/20 | Dinamo Zagreb     | 1. HNL     | 24         | 4          | 1      | 0      | 4              | 1              | 29     | 5      |
| 2020/21 | Dinamo Zagreb     | 1. HNL     | 30         | 7          | 5      | 2      | 13             | 1              | 48     | 10     |
| 2021/22 | Dinamo Zagreb     | 1. HNL     | 27         | 3          | 2      | 0      | 13             | 2              | 42     | 5      |
| 2022/23 | Dinamo Zagreb     | 1. HNL     | 33         | 12         | 3      | 1      | 12             | 0              | 48     | 13     |
| 2023/24 | Dinamo Zagreb     | 1. HNL     | 3          | 1          | 1      | 0      | 4              | 4              | 8      | 5      |
| 2023/24 | Feyenoord         | Eredivisie | 1          | 0          | 0      | 0      | 0              | 0              | 1      | 0      |
| Totaal  | Totaal            | Totaal     | 196        | 36         | 22     | 4      | 50             | 8              | 268    | 48     |

Bijgewerkt t/m 4 september 2023
* Inclusief landelijke supercup

## Interlandcarrière
Ivanušec maakte deel uit van verschillende Kroatische nationale jeugdselecties. Hij speelde met Kroatië –17 op zowel het EK –17 van 2015 als het WK –17 van 2015. Met Kroatië –19 nam hij deel aan het EK –19 van 2016. Ivanušec maakte op 11 januari 2017 zijn debuut in het Kroatisch voetbalelftal. Dat speelde die dag een oefeninterland in Nanning in het kader van de China Cup, tegen Chili (1–1, 5–2 verlies na strafschoppen). Hij kwam in de 90e minuut in het veld voor Franko Andrijašević. Ook zijn tweede interland (tegen China) behoorde tot dit vriendschappelijke toernooi. Ivanušec maakte tijdens dat duel zijn eerste interlanddoelpunt. Hij zorgde die dag voor de 0–1 (eindstand 1–1, 5–4 verlies na strafschoppen). Ivanušec was daarna met Kroatië –21 actief op het EK –21 van 2019. Hij werd jaren niet meer opgeroepen voor het Kroatisch voetbalelftal, tot bondscoach Zlatko Dalić hem in juni 2021 vanuit het niets meenam naar het EK 2020. Hierop kwam hij drie keer in actie. Hij mocht daarna regelmatig spelen in kwalificatiewedstrijden voor het WK 2022, maar behoorde niet tot de Kroatische selectie op het WK. Hij werd op 20 mei 2024 door Dalić wel opgenomen in de Kroatische selectie voor het EK 2024 in Duitsland. Kroatië werd in de groepsfase uitgeschakeld na een nederlaag tegen Spanje (3–0) en gelijke spelen tegen Albanië (2–2) en Italië (1–1). Ivanušec kwam in actie tegen Italië.

## Erelijst
| Competitie           | Aantal        | Jaren                              |
| Dinamo Zagreb        | Dinamo Zagreb | Dinamo Zagreb                      |
| -------------------- | ------------- | ---------------------------------- |
| Kampioen 1. HNL      | 4x            | 2019/20, 2020/21, 2021/22, 2022/23 |
| Beker van Kroatië    | 1x            | 2020/21                            |
| Kroatische Supercup  | 2x            | 2022, 2023                         |
| Feyenoord            |               |                                    |
| KNVB beker           | 1x            | 2023/24                            |
| Johan Cruijff Schaal | 1x            | 2024                               |

1 Bijlow ·
2 Nieuwkoop ·
3 Beelen ·
4 Hwang ·
5 Smal ·
6 Zerrouki ·
7 Moder ·
8 Timber  ·
9 Ueda ·
10 Stengs ·
14 Paixão ·
18 Trauner ·
19 Carranza ·
20 Mitchell ·
21 Andreev ·
22 Wellenreuther ·
23 Hadj Moussa ·
24 Steijn ·
25 't Zand ·
26 Read ·
27 Diarra ·
28 Targhalline ·
29 Bullaude ·
30 Lotomba ·
31 Carrillo ·
33 Hancko ·
34 Nadje ·
36 Slory ·
39 Bossin ·
40 Valente ·
69 Parlanti ·
Kasanwirjo ·
Sauer ·
Tsoungui ·
Coach: Van Persie ·
Assistent-trainer: Hake ·
Assistent-trainer: Pinas ·
Assistent-trainer: Reijnen ·
Assistent-trainer: De Wolf ·
Keeperstrainer: Nieminen
1 Livaković ·
2 Vrsaljko ·
3 Barišić ·
4 Perišić ·
5 Ćaleta-Car ·
6 Lovren ·
7 Brekalo ·
8 Kovačić ·
9 Kramarić ·
10 Modrić  ·
11 Brozović ·
12 L. Kalinić ·
13 Vlašić ·
14 Budimir ·
15 Pašalić ·
16 Škorić ·
17 Rebić ·
18 Oršić ·
19 Badelj ·
20 Petković ·
21 Vida ·
22 Juranović ·
23 Sluga ·
24 Bradarić ·
25 Gvardiol ·
26 Ivanušec ·
Coach: Dalić
1 Livaković ·
2 Stanišić ·
3 Pongračić ·
4 Gvardiol ·
5 Erlić ·
6 Šutalo ·
7 Majer ·
8 Kovačić ·
9 Kramarić ·
10 Modrić  ·
11 Brozović ·
12 Labrović ·
13 Vlašić ·
14 Perišić ·
15 Mario Pašalić ·
16 Budimir ·
17 Petković ·
18 Ivanušec ·
19 Sosa ·
20 Pjaca ·
21 Vida ·
22 Juranović ·
23 Ivušić ·
24 Marco Pašalić ·
25 Sučić ·
26 Baturina ·
Coach: Dalić